# Qilian Shan
Qilian Shan (także Nan Shan 南山; hist.: Góry Richthofena; chiń. upr. 祁连山; chiń. trad. 祁連山; pinyin Qílián Shān) – góry w północnych Chinach, we wschodnim przedłużeniu gór Ałtyn-Tag, o długości ok. 800 km i średniej wysokości 4000 m. Najwyższy szczyt ma wysokość 5547 m n.p.m. Góry zbudowane z łupków krystalicznych, piaskowców, granitów i wapieni. W części zachodniej przeważa roślinność stepowa, natomiast w części wschodniej lasy iglaste, występują lodowce.